# Hoquei sobre gel als Jocs Olímpics d'hivern de 1976
Als Jocs Olímpics d'Hivern de 1976 celebrats a la ciutat d'Innsbruck (Àustria) es disputà una prova d'hoquei sobre gel en categoria masculina. La competició tingué lloc entre els dies 3 i 14 de febrer de 1976 entre les instal·lacions del Olympiahalle Innsbruck.

## Comitès participants
Hi participaren un total de 217 jugadors de 12 comitès nacionals diferents:
| - Àustria (18) - Bulgària (18) - Estats Units (18) - Finlàndia (18) |  | - Iugoslàvia (18) - Japó (18) - Polònia (18) - RFA (18) |  | - Romania (18) - Suïssa (18) - Txecoslovàquia (19) - Unió Soviètica (18) |

## Resum de medalles
| Or | Argent | Bronze |
| Unió Soviètica Vladislav Tretiak · Aleksandr Sidelnikov · Aleksandr Gusev · Vladimir Lutchenko · Sergei Babinov · Yury Lyapkin · Guennadi Tsigankov · Sergey Kapustin · Aleksandr Maltsev · Boris Aleksandrov · Boris Mikhailov · Alexander Yakushev · Vladimir Petrov · Valeri Kharlàmov · Vladimir Shadrin · Valeri Vasiliev · Viktor Shalimov · Viktor Zhluktov | Txecoslovàquia Jiri Holík · Oldřich Macháč · František Pospíšil · Jiří Holeček · Bohuslav Šťastný · Ivan Hlinka · Vladimír Martinec · Eduard Novák · Josef Augusta · Jiří Bubla · Milan Chalupa · Jiří Crha · Miroslav Dvořák · Bohuslav Ebermann · Milan Kajkl · Jiří Novák · Milan Nový · Jaroslav Pouzar · Pavol Svitana | RFA Lorenz Funk · Ernst Köpf, Sr. · Alois Schloder · Rudolf Thanner · Josef Völk · Anton Kehle · Erich Kühnhackl · Rainer Philipp · Klaus Auhuber · Ignaz Berndaner · Wolfgang Boos · Martin Hinterstocker · Udo Kiessling · Walter Köberle · Stefan Metz · Franz Reindl · Ferenc Vozar · Erich Weißhaupt |

## Medaller

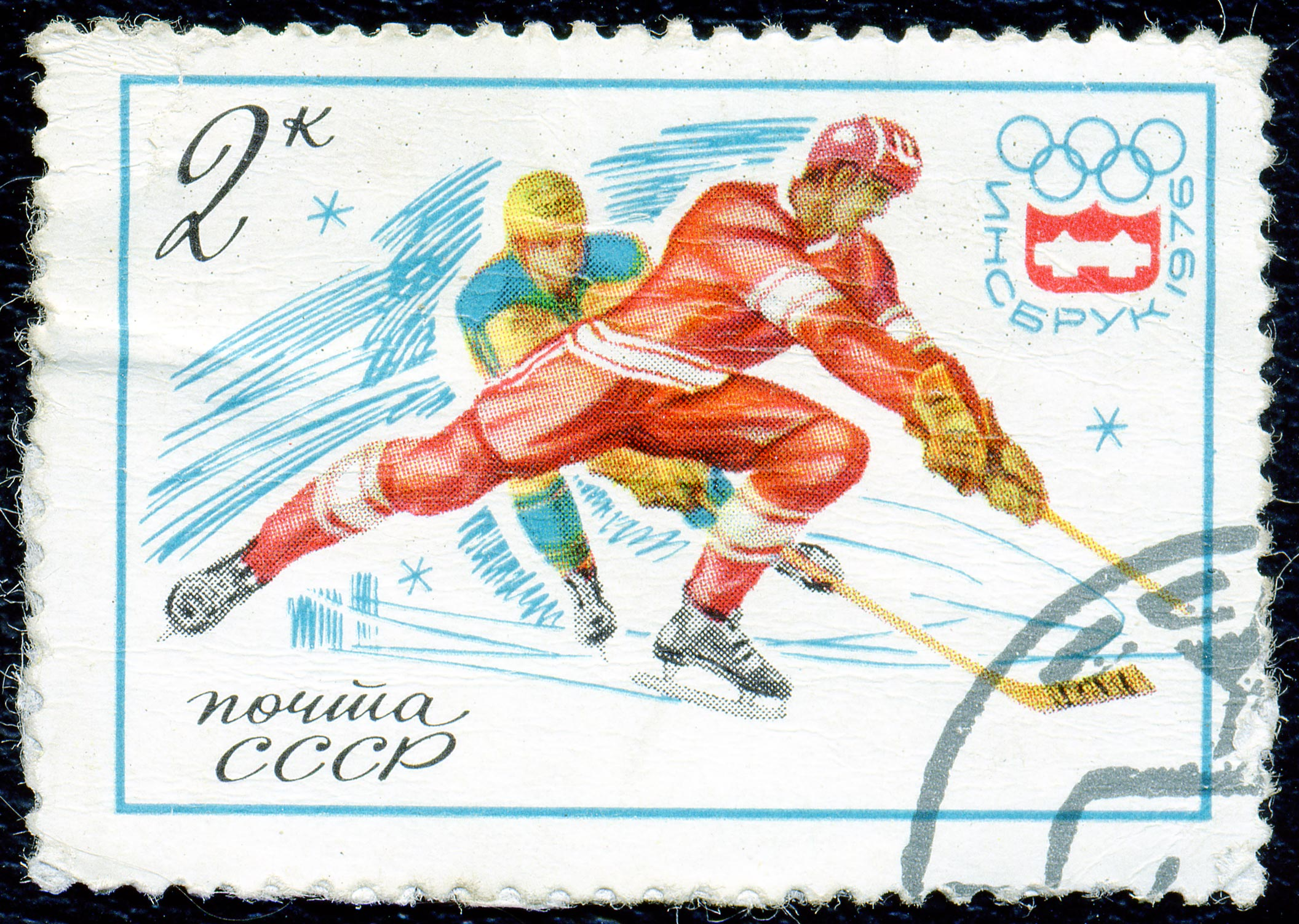
Segell commemoratiu soviètic dels Jocs.

| Posició | País           | Or | Argent | Bronze | Total |
| 1       | Unió Soviètica | 1  | 0      | 0      | 1     |
| 2       | Txecoslovàquia | 0  | 1      | 0      | 1     |
| 3       | RFA            | 0  | 0      | 1      | 1     |
|         |                |    |        |        |       |
| Total   | Total          | 1  | 1      | 1      | 3     |

## Resultats

### Ronda preliminar
Els guanyadors d'aquesta fase passen a la ronda final per la disputa de medalles.
| 2 de febrer | Polònia        | 7-4 (1-2, 3-2, 3-0)  | Romania        |
| 2 de febrer | Txecoslovàquia | 14-1 (3-0, 6-1, 5-0) | Bulgària       |
| 2 de febrer | RFA            | 5-1 (1-0, 2-0, 2-1)  | Suïssa         |
| 3 de febrer | Finlàndia      | 11-2 (0-1, 4-0, 7-1) | Japó           |
| 3 de febrer | Estats Units   | 8-4 (2-1, 4-1, 2-2)  | Iugoslàvia     |
| 3 de febrer | Àustria        | 3-16 (0-4, 2-8, 1-4) | Unió Soviètica |

### Ronda final

#### Grup B (7è-12è lloc)
| Equip      | Pts | J | G | E | P | GF | GC | desempat         |
| ---------- | --- | - | - | - | - | -- | -- | ---------------- |
| Romania    | 8   | 5 | 4 | 0 | 1 | 23 | 15 |                  |
| Àustria    | 6   | 5 | 3 | 0 | 2 | 18 | 14 | 3-2 JP, 3-1 IUG  |
| Japó       | 6   | 5 | 3 | 0 | 2 | 20 | 18 | 2-3 AUT, 4-3 IUG |
| Iugoslàvia | 6   | 5 | 3 | 0 | 2 | 22 | 19 | 1-3 AUT, 3-4 JP  |
| Suïssa     | 4   | 5 | 2 | 0 | 3 | 24 | 22 |                  |
| Bulgària   | 0   | 5 | 0 | 0 | 5 | 19 | 38 |                  |

| 5 de febrer  | Iugoslàvia | 6-4 (1-1, 2-2, 3-1) | Suïssa     |
| 5 de febrer  | Romania    | 3-1 (1-0, 1-1, 1-0) | Japó       |
| 5 de febrer  | Àustria    | 6-2 (1-1, 3-0, 2-1) | Bulgària   |
| 7 de febrer  | Romania    | 3-4 (1-1, 1-2, 1-1) | Iugoslàvia |
| 7 de febrer  | Suïssa     | 8-3 (2-0, 3-1, 3-2) | Bulgària   |
| 7 de febrer  | Àustria    | 3-2 (1-1, 2-0, 0-1) | Japó       |
| 9 de febrer  | Iugoslàvia | 8-5 (3-1, 1-0, 4-4) | Bulgària   |
| 9 de febrer  | Suïssa     | 4-6 (2-1, 1-4, 1-1) | Japó       |
| 9 de febrer  | Àustria    | 3-4 (2-1, 0-0, 1-3) | Romania    |
| 11 de febrer | Àustria    | 3-5 (1-1, 2-3, 0-1) | Suïssa     |
| 11 de febrer | Romania    | 9-4 (6-0, 2-1, 1-3) | Bulgària   |
| 11 de febrer | Iugoslàvia | 3-4 (0-2, 0-1, 3-1) | Japó       |
| 13 de febrer | Japó       | 7-5 (4-3, 2-1, 1-1) | Bulgària   |
| 13 de febrer | Romania    | 8-4 (0-2, 4-0, 4-2) | Suïssa     |
| 13 de febrer | Àustria    | 3-1 (0-0, 2-0, 1-1) | Iugoslàvia |

#### Grup A (1r-6è lloc)
| Equip          | Pts | J | G | E | P | GF | GC | desempat         |
| -------------- | --- | - | - | - | - | -- | -- | ---------------- |
| Unió Soviètica | 10  | 5 | 5 | 0 | 0 | 40 | 11 |                  |
| Txecoslovàquia | 6   | 5 | 3 | 0 | 2 | 17 | 10 |                  |
| RFA            | 4   | 5 | 2 | 0 | 3 | 21 | 24 | 3-5 FIN, 4-1 USA |
| Finlàndia      | 4   | 5 | 2 | 0 | 3 | 19 | 18 | 5-3 RFA, 4-5 USA |
| Estats Units   | 4   | 5 | 2 | 0 | 3 | 15 | 21 | 1-4 RFA, 5-4 FIN |
| Polònia        | 0   | 5 | 1 | 0 | 4 | 9  | 37 |                  |

| 6 de febrer  | Polònia        | 4-7 (2-5, 0-0, 2-2)  | RFA            |
| 6 de febrer  | Unió Soviètica | 6-2 (3-0, 1-1, 2-1)  | Estats Units   |
| 6 de febrer  | Txecoslovàquia | 2-1 (0-1, 1-0, 1-0)  | Finlàndia      |
| 8 de febrer  | Unió Soviètica | 16-1 (7-1, 6-0, 3-0) | Polònia        |
| 8 de febrer  | Finlàndia      | 5-3 (2-1, 1-1, 2-1)  | RFA            |
| 8 de febrer  | Txecoslovàquia | 5-0 (1-0, 1-0, 3-0)  | Estats Units   |
| 10 de febrer | Finlàndia      | 4-5 (0-2, 2-1, 2-2)  | Estats Units   |
| 10 de febrer | Txecoslovàquia | 0-1 (3-1, 1-0, 3-0)  | Polònia        |
| 10 de febrer | Unió Soviètica | 7-3 (5-2, 1-0, 1-1)  | RFA            |
| 12 de febrer | Estats Units   | 7-2 (3-1, 1-1, 3-0)  | Polònia        |
| 12 de febrer | Txecoslovàquia | 7-4 (4-0, 3-2, 0-2)  | RFA            |
| 12 de febrer | Unió Soviètica | 7-2 (3-0, 1-0, 3-2)  | Finlàndia      |
| 14 de febrer | Estats Units   | 1-4 (0-0, 0-1, 1-3)  | RFA            |
| 14 de febrer | Finlàndia      | 7-1 (4-1, 1-0, 2-0)  | Polònia        |
| 14 de febrer | Unió Soviètica | 4-3 (0-2, 2-0, 2-1)  | Txecoslovàquia |

### Classificació final
1. Unió Soviètica
2. Txecoslovàquia
3. RFA
4. Finlàndia
5. Estats Units
6. Polònia
7. Romania
8. Àustria
9. Japó
10. Iugoslàvia
11. Suïssa
12. Bulgària